# 30 septembre en sport
30 août 30 octobre
Chronologies thématiques
- Croisades
- Ferroviaires
- Disney

Le 30 septembre est le 273e jour de l'année (274e en cas d'année bissextile) du calendrier grégorien.

## Événements

### XIXesiècle
- 1854 :

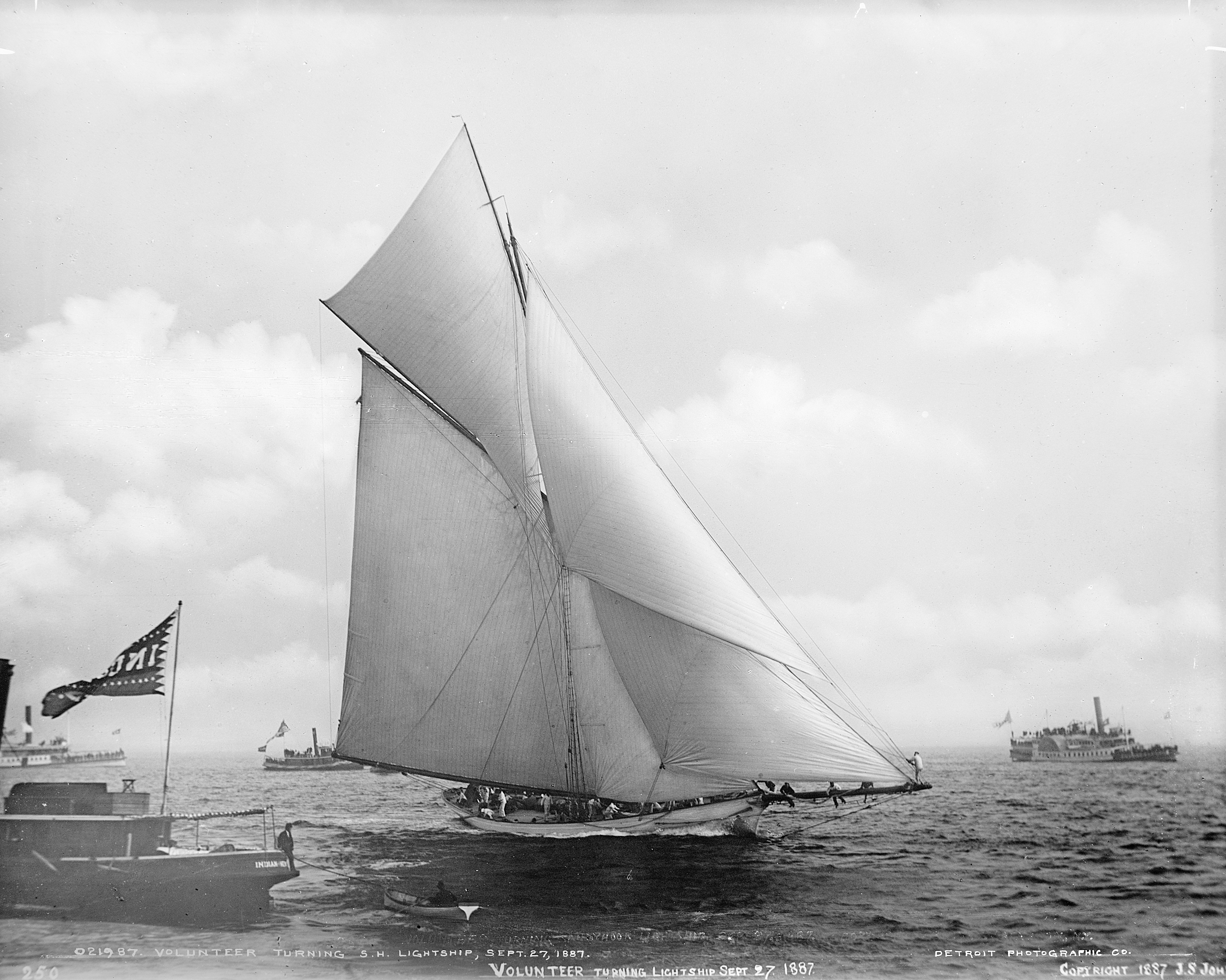
Volunteer, le 27 septembre 1887.
Photo : John S Johnston

  - (Cricket) : premier match de cricket au Melbourne Cricket Ground[1].
- 1880 :
  - (Baseball) : 5e édition aux États-Unis du championnat de baseball de la Ligue nationale. Les Chicago White Stockings s’imposent avec 67 victoires et 17 défaites[2].
- 1882 :
  - (Golf) : Bob Ferguson remporte l'Open britannique à l'Old Course de St Andrews[3].
- 1887 :
  - (Sport nautique / Coupe de l'America) : Edward Burgess réédite son succès avec Volunteer barré par Henry "Hank" Coleman Haff et remporte la Coupe de l'America en battant le bateau écossais Thistle sous les couleurs du Royal Clyde Yacht Club[4].

### XXesièclede1901à1950
- 1911 :
  - (Football) : match inter-ligues à Belfast opposant une sélection du championnat d'Angleterre (Southern League) à une sélection du championnat irlandais. Les Anglais s'imposent 2-0.
- 1912 :
  - (Football) : match inter-ligues à Manchester opposant une sélection du championnat d'Angleterre de la Southern League à une sélection du championnat d'Angleterre de la League. Les « Nordistes » s'imposent 2-1 devant 10 000 spectateurs.
- 1923 :
  - (Football) : au Brésil, le SC Corinthians est champion de l'État de Sao Paulo.
- 1934 :
  - (Sport automobile) : Grand Prix automobile de Tchécoslovaquie.

### XXesièclede1951à2000
- 1979 :
  - (Formule 1) : Grand Prix automobile du Canada
- 1990 :
  - (Formule 1) : Grand Prix automobile d'Espagne

### XXIesiècle
- 2001 :
  - (Formule 1) : Grand Prix automobile des États-Unis.
- 2007 :
  - (Sport automobile) : lors du Grand Prix du Japon, disputé sur le circuit du Mont Fuji, le Britannique Lewis Hamilton (McLaren-Mercedes) remporte, sous une pluie battante, sa quatrième victoire de la saison devant les Finlandais Heikki Kovalainen (Renault) (2e) et Kimi Räikkönen (Ferrari) (3e). Il conforte sa position, en tête du championnat du monde et compte désormais, à deux Grands Prix de la fin, 12 points d'avance sur son coéquipier et rival Fernando Alonso, contraint à l'abandon à la suite d'un accident.
  - (Cyclisme) : aux Championnats du monde de cyclisme sur route à Stuttgart (Allemagne), l'Italien Paolo Bettini conserve son titre mondial, lors de la course en ligne, en devançant, à l'issue d'un sprint entre cinq coureurs échappés, le Russe Aleksandr Kolobnev (2e) et l'Allemand Stefan Schumacher (3e).
- 2017 :
  - (Football) : Au Stade de la Licorne, l'effondrement d'une barrière lors du match opposant  Amiens à  Lille provoque 29 blessés parmi les supporters lillois, à la suite de leur célébration du but de  Ballo-Touré pour Lille à la 16e minute.
- 2018 :
  - (Basket-ball /Mondial féminin) : en finale de la Coupe du monde féminine de basket-ball, les États-Unis conservent leur titre en battant l'Australie (73-56). Les Américaines sont championnes pour la 10e fois de leur histoire. L'Espagne décroche la médaille de bronze.
  - (Formule 1) : sur le Grand Prix automobile de Russie qui se dispute sur l'Autodrome de Sotchi, victoire du Britannique Lewis Hamilton devant le Finlandais Valtteri Bottas qui s'est vu imposé une consigne d'écurie. L'Allemand Sebastian Vettel complète le podium.
  - (Cyclisme sur route /Championnats du monde) : l'Espagnol Alejandro Valverde devient champion du monde sur route pour la 1re fois en devançant au sprint le Français Romain Bardet et le Canadien Michael Woods.
  - (Golf /Ryder Cup) : l'Europe remporte la Ryder Cup (17,5 - 10,5) face aux États-Unis, reprenant le trophée à domicile. Francesco Molinari a apporté le point décisif contre Phil Mickelson sur le parcours de Saint-Quentin-en-Yvelines.
  - (Volley-ball) :
    - (Mondial féminin) : début de la 18e édition du Championnat du monde de volley-ball féminin qui se déroule au Japon jusqu'au 20 octobre 2018.
    - (Mondial masculin) : en finale du Championnat du monde masculin de volley-ball la Pologne domine le Brésil (3-0) et conserve son titre. les États-Unis complètent le podium.
- 2020 :
  - (Cyclisme sur route /Classiques ardennaises) : initialement prévue le 22 avril, la 84e édition de la Flèche wallonne est déplacée ce jour en raison de la pandémie de Covid-19[5], elle se déroule sur un parcours total de 202 kilomètres avec quelques changements par rapport à l'édition précédente. Le Suisse Marc Hirschi l'emporte devant le Français Benoît Cosnefroy et le Canadien Michael Woods.

## Naissances

### XIXesiècle
- 1863 :
  - Percy Walters, footballeur anglais. (13 sélections en équipe nationale). († 6 octobre 1936).

### XXesièclede1901à1950
- 1919 :
  - Roberto Bonomi, pilote de courses automobile argentin. († 10 janvier 1992).
- 1926 :
  - Heino Kruus, basketteur soviétique puis estonien. Médaillé d'argent aux Jeux d'Helsinki 1952. Champion d'Europe de basket-ball 1951 et 1953. († 24 juin 2012).
  - Robin Roberts, joueur de baseball américain. († 6 mai 2010).
- 1932 :
  - Johnny Podres, joueur de baseball américain.  († 13 janvier 2008).
- 1934 :
  - Alan A'Court, footballeur puis entraîneur anglais. (5 sélections en équipe nationale). († 14 décembre 2009).
- 1937 :
  - Gary Hocking, pilote de vitesse moto rhodésien. Champion du monde de vitesse moto des catégories 350 cm³ et 500 cm³ 1961. († 21 décembre 1962).
- 1940 :
  - Harry Jerome, athlète de sprint canadien. Médaillé de bronze du sprint aux Jeux de Tokyo 1964. († 7 décembre 1982).
- 1941 :
  - Reine Wisell, pilote de F1 suédois († 20 mars 2022).
- 1944 :
  - Jimmy Johnstone, footballeur écossais. Vainqueur de la Coupe des clubs champions 1967. (23 sélections en équipe nationale). († 13 mars 2006).
  - Red Robbins, basketteur américain. († 18 novembre 2009).
- 1946 :
  - Jochen Mass, pilote de F1 et de course automobile d'endurance allemand. (2 victoire en Grand Prix). Vainqueur des 24 heures du Mans 1989. († 4 mai 2025).

### XXesièclede1951à2000
- 1952 :
  - Svein Mathisen, footballeur norvégien. (25 sélections en équipe nationale). († 27 janvier 2011).
- 1956 :
  - Frank Arnesen, footballeur puis entraîneur danois. Vainqueur de la Coupe des clubs champions 1988. (52 sélections en équipe nationale).
- 1959 :
  - Marie-France van Helden, patineuse de vitesse française.
  - Ettore Messina, entraîneur de basket italien. Vainqueur des Euroligue 1998, 2001, 2006 et 2008 puis de la Coupe Saporta 1990.
- 1961 :
  - Eric van de Poele, pilote de courses automobile belge.
- 1962 :
  - Rolf Gölz, cycliste sur piste et sur route allemand. Médaillé d'argent de la poursuite individuelle et médaillé de bronze de la poursuite par équipes aux Jeux de Los Angeles 1984. Champion du monde de cyclisme sur piste de la poursuite par équipes 1983. Vainqueur de la Flèche wallonne 1988.
  - Frank Rijkaard, footballeur puis entraîneur néerlandais. Champion d'Europe de football 1988. Vainqueur de la Coupe d'Europe des vainqueurs de coupe 1987, des Coupe des clubs champions 1989, 1990, 1995 et 2006. (73 sélections en équipe nationale). Sélectionneur de l'équipe des Pays-Bas de 1998 à 2000 et de l'équipe d'Arabie Saoudite de 2011 à 2013.
  - Jean-Paul van Poppel, cycliste sur route puis directeur sportif néerlandais.
- 1966 :
  - Gary Armstrong, joueur de rugby à XV écossais. Vainqueur du Grand Chelem 1990 et du Tournoi des Cinq Nations 1999. (51 sélections en équipe nationale).
- 1968 :
  - Hervé Renard, footballeur puis entraîneur français. Sélectionneur de l'Équipe d'Angola en 2010, de l'équipe de Zambie de 2008 à 2010 et de 2011 à 2013 devenue championne d'Afrique de football 2012, de l'Équipe de Côte d'Ivoire de 2014 à 2015 devenue championne d'Afrique de football 2015, de l'équipe du Maroc de 2016 à 2019 puis de équipe d'Arabie saoudite depuis 2019.
- 1969 :
  - Abdelhalim Bouarara, footballeur algérien.
  - Stéphane Castaignède, joueur de rugby à XV puis entraîneur français. Vainqueur du Challenge européen 1999. (7 sélections en équipe de France).
  - Gintaras Einikis, basketteur lituanien. Médaillé de bronze aux Jeux de Barcelone 1992, aux Jeux d'Atlanta 1996 puis aux Jeux de Sydney 2000. (79 sélections en équipe nationale).
- 1970 :
  - Eric Piatkowski, basketteur américain.
- 1972 :
  - Bruno Carotti, footballeur français.
- 1975 :
  - Laure Pequegnot, skieuse alpine française. Médaillée d'argent du slalom aux Jeux de Salt Lake City 2002.
- 1977 :
  - Jean-Sébastien Jaurès, footballeur français.
- 1978 :
  - Andrej Jerman, skieur alpin slovène.
- 1980 :
  - Martina Hingis, joueuse de tennis suisse. Médaillée d'argent du double aux Jeux de Rio 2016. Victorieuse des Open d'Australie 1997, 1998 et 1999, du Tournoi de Wimbledon 1997, de l'US Open de tennis 1997, des Masters 1998 et 2000.
- 1981 :
  - Cathrine Kraayeveld, basketteuse américaine.
  - Jan Rajnoch, footballeur tchèque. (16 sélections en équipe nationale).
- 1983 :
  - Alex Nikiforuk, hockeyeur sur glace canadien.
- 1984 :
  - Niamh Briggs, joueuse de rugby à XV irlandaise. Victorieuse du Grand Chelem 2013 et du Tournoi des Six Nations féminin 2015. (57 sélections en équipe nationale).
- 1986 :
  - Olivier Giroud, footballeur français. Champion du monde football 2018. Vainqueur de la Ligue Europa 2019. (93 sélections en équipe de France).
  - Cristián Zapata, footballeur colombien. (56 sélections en équipe nationale).
- 1987 :
  - Ivan Rovny, cycliste sur route russe.
- 1988 :
  - Jovana Stoiljković, handballeuse serbe. (86 sélections en équipe nationale).
  - Chris Wright, basketteur américain.
- 1989 :
  - Lukas Hofer, biathlète italien. Médaillé de bronze du relais mixte aux Jeux de Sotchi 2014 et aux Jeux de Pyeongchang 2018.
  - Jordan Taylor, basketteur américain.
  - Jasmine Thomas, basketteuse américaine.
- 1991 :
  - Joffrey Lauvergne, basketteur français. Médaillé de bronze au mondial de basket-ball masculin 2014. Champion d'Europe de basket-ball 2013 puis médaillé de bronze au CE de basket-ball 2015. (84 sélections en Équipe de France).
  - Whitney Miguel, basketteuse franco-angolaise. Championne d'Afrique de basket-ball féminin 2013. (6 sélections avec l'équipe d'Angola).
- 1992 :
  - Marco Cecchinato, joueur de tennis italien.
  - Cyrus Christie, footballeur irlandais. (24 sélections en équipe nationale).
  - Bria Hartley, basketteuse franco-américaine. Médaillée d'argent à l'Euro féminin de basket-ball 2019. (13 sélections avec l'équipe de France).
  - Johannes Voigtmann, basketteur allemand. Vainqueur de la Coupe d'Europe FIBA 2016. (62 sélections en équipe nationale).
- 1994 :
  - Aliya Mustafina, gymnaste russe. Championne olympique des barres asymétriques, médaillée d'argent du concours par équipes, médaillée de bronze du concours général individuel et du sol aux Jeux de Londres 2012 puis championne olympique des barres asymétriques, médaillée d'argent du concours par équipes et médaillée de bronze du concours général individuel aux Jeux de Rio 2016. Championne du monde de gymnastique artistique du concours général individuel et par équipes 2010 puis de la poutre 2013. Championne d'Europe de gymnastique artistique féminine du concours par équipes 2010, du concours général individuel et par équipes 2013 puis du concours par équipes et de la poutre 2016.
  - Goodluck Okonoboh, basketteur américain.
  - Wayne Selden Jr., basketteur américain.
  - Mikael Uhre, footballeur danois.
- 1995 :
  - Mauro Arambarri, footballeur uruguayen.
- 1996 :
  - Ardian Ismajli, footballeur kosovar puis albanais. (1 sélection avec l'équipe du Kosovo et 11 avec celle d'Albanie).
  - Aaron Holiday, basketteur américain.
- 1997 :
  - Max Verstappen, pilote de Formule 1 belgo-néerlandais (60 victoires en Grand Prix).
- 1998 :
  - Tyree Appleby, basketteur américain.
  - Christián Herc, footballeur slovaque
- 1999 :
  - Romane Dicko, judokate française. Médaillée de bronze par équipes aux Mondiaux de judo 2017. Championne d'Europe de judo des +78 kg 2018 et 2019.
  - Arthur Vincent, joueur de rugby à XV français. Champion du monde junior de rugby à XV 2018 et 2019. (2 sélections en équipe de France).

### XXIesiècle
- 2003 :
  - Loïc Lüthi, footballeur suisse
  - Alberto Moleiro, footballeur espagnol
- 2005 :
  - Thomas Jørgensen, footballeur danois

## Décès

### XXesièclede1901à1950
- 1940 :
  - James Connolly, 40 ans, athlète de demi-fond américain. Médaillé de bronze du 3 000m par équipes aux Jeux de Paris 1924. (° 4 janvier 1900).
- 1943 :
  - Tom Newman, 49 ans, joueur de snooker anglais. (° 23 mars 1894).

### XXesièclede1951à2000
- 1957 :
  - Hjalmar Johansson, 80 ans, plongeur suédois. Champion olympique à la plateforme de 10 m aux Jeux de Londres 1908 puis médaillé d'argent du haut simple aux Jeux de Stockholm 1912. (° 20 janvier 1874).
- 1964 :
  - Charles Belling, 71 ans, athlète puis dirigeant sportif français. Président du Racing Club de Strasbourg de 1919 à 1933. (° 24 mai 1893).
- 1988 :
  - Al Holbert, 41 ans, pilote de courses automobile américain. (° 11 novembre 1946).

### XXIesiècle
- 2007 : 
  - Bruce Hay, 57 ans, joueur de rugby à XV puis entraîneur écossais. (23 sélections en équipe nationale). (° 23 mai 1950).
- 2012 : 
  - Barbara Ann Scott, 84 ans, patineuse artistique en individuelle canadienne. Championne olympique aux Jeux de Saint-Moritz 1948. Championne du monde de patinage artistique dames 1947 et 1948. (° 9 mai 1928).
- 2016 : 
  - Jihad Qassab, 41 ans, joueur de football syrien (° 13 juillet 1975).
- 2017 : 
  - Gunnar Thoresen, 97 ans, footballeur norvégien. (64 sélections en équipe nationale). (° 21 juillet 1920).